# Leucothoe tridens
Leucothoe tridens är en kräftdjursart som beskrevs av Stebbing 1888. Leucothoe tridens ingår i släktet Leucothoe och familjen Leucothoidae. Inga underarter finns listade i Catalogue of Life.